# Radon-Nikodym-Eigenschaft
Die Radon-Nikodym-Eigenschaft, benannt nach Johann Radon und Otton Marcin Nikodým, ist eine im mathematischen Teilgebiet der Funktionalanalysis betrachtete Eigenschaft von Banachräumen bzw. vektoriellen Maßen. Ein Banachraum {\displaystyle X} hat die  Radon-Nikodym-Eigenschaft, oft mit RNP (nach der englischen Bezeichnung "Radon-Nikodym property") abgekürzt, wenn für vektorielle Maße mit Werten in {\displaystyle X} eine zum klassischen Satz von  Radon-Nikodym analoge Aussage gilt.

## Definitionen
Es seien {\displaystyle X} ein Banachraum, {\displaystyle (\Omega ,{\mathcal {A}})} ein messbarer Raum und {\displaystyle \mu \colon {\mathcal {A}}\rightarrow X} ein vektorielles Maß. Man sagt, {\displaystyle \mu } habe die  Radon-Nikodym-Eigenschaft, falls folgendes gilt:
1. {\displaystyle \mu } ist von beschränkter Variation.
2. Ist {\displaystyle \lambda \colon {\mathcal {A}}\rightarrow \mathbb {R} } ein endliches, positives Maß mit {\displaystyle \mu \ll \lambda }, so gibt es eine bzgl. {\displaystyle \lambda } Bochner-integrierbare Funktion {\displaystyle f\colon \Omega \rightarrow X} mit {\displaystyle \mu (A)=\int _{A}f\mathrm {d} \lambda } für alle {\displaystyle A\in {\mathcal {A}}}.

Die Schreibweise {\displaystyle \mu \ll \lambda } bedeutet wie üblich, dass {\displaystyle \mu } absolut stetig bzgl. {\displaystyle \lambda } ist, das heißt, dass für alle {\displaystyle A\in {\mathcal {A}}} aus {\displaystyle \lambda (A)=0} bereits {\displaystyle \mu (A)=0} folgt. In obiger Definition erfüllen die beiden Maße also eine vektorwertige Variante des klassischen Satzes von Radon-Nikodym.
Schließlich definiert man, ein Banachraum {\displaystyle X} habe die  Radon-Nikodym-Eigenschaft, wenn jedes vektorielle Maß von beschränkter Variation mit Werten in {\displaystyle X} die Radon-Nikodym-Eigenschaft hat.

## Beispiele
- Der Banachraum {\displaystyle \mathbb {R} } hat die Radon-Nikodym-Eigenschaft. Das ist genau die Aussage des Satzes von Radon-Nikodym.
- Jeder reflexive Raum hat die Radon-Nikodym-Eigenschaft.[3] Damit haben die Folgenräume {\displaystyle \ell ^{p}} und die Lp-Räume für {\displaystyle 1<p<\infty } sowie alle Hilberträume die Radon-Nikodym-Eigenschaft.
- Satz von Dunford-Pettis: Jeder separable Dualraum hat die Radon-Nikodym-Eigenschaft.[4][5] Beispiele hierfür sind {\displaystyle \ell ^{1}} oder der Raum {\displaystyle {\mathcal {N}}(\ell ^{2})} der nuklearen Operatoren auf dem Hilbertraum {\displaystyle \ell ^{2}}. Allgemeiner hat jeder Dualraum, der Unterraum eines schwach kompakt erzeugten Banachraums ist, die Radon-Nikodym-Eigenschaft.[6]
- Ist {\displaystyle I} eine beliebige Indexmenge, so hat {\displaystyle \ell ^{1}(I)} die Radon-Nikodym-Eigenschaft.
- Hat der Banachraum eine äquivalente sehr glatte Norm, so hat dessen Dualraum die Radon-Nikodym-Eigenschaft. Insbesondere haben lokal schwach gleichmäßig konvexe Dualräume die Radon-Nikodym-Eigenschaft.[7]
- Der Raum der Nullfolgen {\displaystyle c_{0}}, der Raum der beschränkten Folgen {\displaystyle \ell ^{\infty }} und die Funktionenräume {\displaystyle C([0,1])}, {\displaystyle L^{1}([0,1])}, {\displaystyle L^{\infty }([0,1])} haben nicht die Radon-Nikodym-Eigenschaft.[8]

## Eigenschaften
- Abgeschlossene Unterräume von Räumen mit Radon-Nikodym-Eigenschaft haben wieder die Radon-Nikodym-Eigenschaft.[9]
- Die Radon-Nikodym-Eigenschaft vererbt sich nicht auf Quotientenräume. Der Raum {\displaystyle c_{0}} ist Quotient von {\displaystyle \ell ^{1}}, denn jeder separable Banachraum ist Quotient von {\displaystyle \ell ^{1}}, und dieser hat die  Radon-Nikodym-Eigenschaft, jener aber nicht.
- Der Satz von Davis-Huff-Maynard-Phelps ist eine geometrische Charakterisierung der  Radon-Nikodym-Eigenschaft. Ein Banachraum {\displaystyle X} hat genau dann die Radon-Nikodym-Eigenschaft, wenn es zu jeder beschränkten Menge {\displaystyle B\subset X} und zu jedem {\displaystyle \varepsilon >0} ein {\displaystyle x\in B} gibt, das nicht in der abgeschlossenen konvexen Hülle von {\displaystyle B\setminus K_{\varepsilon }(x)} liegt. Dabei bezeichnet {\displaystyle K_{\varepsilon }(x)} die {\displaystyle \varepsilon }-Kugel um {\displaystyle x}.[10]
- Der Satz von Lewis-Stegall[11] charakterisiert Räume mit der Radon-Nikodym-Eigenschaft mittels Operatoren: Ein Banachraum {\displaystyle X} hat genau die Radon-Nikodym-Eigenschaft, wenn für jeden Maßraum {\displaystyle (\Omega ,{\mathcal {A}},\lambda )} mit positivem, endlichen Maß {\displaystyle \lambda } jeder stetige, lineare Operator {\displaystyle L^{1}(\Omega ,{\mathcal {A}},\lambda )\rightarrow X} über {\displaystyle \ell ^{1}} faktorisiert. Letzteres bedeutet, dass es zu jedem stetigen, linearen Operator {\displaystyle T\colon L^{1}(\Omega ,{\mathcal {A}},\lambda )\rightarrow X} stetige, lineare Operatoren {\displaystyle R\colon L^{1}(\Omega ,{\mathcal {A}},\lambda )\rightarrow \ell ^{1}} und {\displaystyle S\colon \ell ^{1}\rightarrow X} gibt mit {\displaystyle T=S\circ R}.
- Ein Resultat von Srishti Dhar Chatterji lautet, dass die Existenz der meisten Konvergenzarten für Banach-wertige Martingale {\displaystyle M_{n}} (d. h. {\displaystyle M_{\infty }} existiert unter entsprechenden Voraussetzungen) äquivalent zur Radon-Nikodym-Eigenschaft des darunterliegenden Raumes ist.[12]

## Die Krein-Milman-Eigenschaft
Motiviert durch den Satz von Krein-Milman sagt man, ein Banachraum habe die Krein-Milman-Eigenschaft, wenn jede abgeschlossene, beschränkte, konvexe Menge gleich dem Abschluss der konvexen Hülle ihrer Extremalpunkte ist. Beachte, dass hier keine Kompaktheitsforderung gestellt wird. Dies wird nach der englischen Bezeichnung "Krein-Milman property" oft als KMP abgekürzt.
Nach einem Satz von Lindenstrauss hat jeder Raum mit der Radon-Nikodym-Eigenschaft auch die Krein-Milman-Eigenschaft. Die Umkehrung dieser Aussage ist ein offenes mathematisches Problem, sie ist allerdings für Dualräume bekannt, genauer sind folgende Aussagen über einen Banachraum {\displaystyle X} äquivalent:
- {\displaystyle X'} (der Dualraum von {\displaystyle X}) hat die Radon-Nikodym-Eigenschaft.
- {\displaystyle X'} hat die Krein-Milman-Eigenschaft.
- Ist {\displaystyle Y\subset X} ein separabler Unterraum von {\displaystyle X}, so ist {\displaystyle Y'} separabel.